# Mathieu Ier Visconti
Pour les articles homonymes, voir Mathieu, Mathieu Ier et Visconti.
Pour les autres membres de la famille, voir Famille Visconti.
Mathieu Ier Visconti dit le Grand, en italien Matteo Visconti il Grande ou Matteo Magno Visconti (né le 15 août 1250 à Invorio, dans l'actuelle province de Novare, au Piémont et mort le 24 juin 1322 à Crescenzago, aujourd'hui quartier de Milan), est un noble italien qui fut seigneur de Milan à la suite de son grand-oncle Otton Visconti.

## Biographie

### Seigneur de Milan
Son père est Teobaldo (ou Tibaldo) Visconti, qui meurt décapité à Gallarate en 1276, fils d'un frère d'Otton Visconti, Obizzo, seigneur de Massino, Albizzate et Besnate, et petit-fils du fondateur de la dynastie, Uberto. Sa mère est Anastasia Pirovano, peut-être nièce du cardinal Uberto Pirovano, archevêque de Milan.
Mathieu est un homme d'armes et sert fidèlement son grand-oncle Otton dans ses batailles et pour la conquête du pouvoir de la cité de Milan.
Mathieu a 37 ans lorsque son grand-oncle, l'archevêque Otton Visconti, le fait nommer capitaine du peuple, en décembre 1287. Sa fonction lui est confirmée deux ans plus tard et, en 1291, le Conseil général de la cité le nomme seigneur de Milan, sans véritable mandat officiel de la part du roi des Romains, Rodolphe Ier. En mai 1294, un courrier de l'empereur arrive qui le nomme vicaire général pour la Lombardie.
Mathieu relance la guerre contre Lodi et Crema.
En 1295, après la mort d'Otton, une période de batailles pour la domination de Milan commence, entre les sympathisants du vicaire impérial, les gibelins, et les guelfes, partisans du pape et soutenus par le peuple, menés par les Della Torre. Tant bien que mal, Mathieu se maintient à la tête de la cité jusqu'en juin 1302 où une ligue qui regroupe les Torriani milanais et les anti-viscontiens des cités de Crémone, Pavie, Plaisance, Novare, Verceil, Lodi, Crema et du Montferrat, dirigée par Alberto Scotti arrive à le menacer avec une armée de 10 000 hommes et à le faire partir en exil. La demeure milanaise des Visconti est saccagée et détruite. Les Torriani survivants reviennent en ville.

### Lutte contre les Torriani
Mathieu reste plusieurs années à Nogarola (Motteggiana), hôte des Scaligeri de Vérone.
En novembre 1310, Mathieu rencontre le roi de Romains Henri VII à Asti et en obtient une procuration pour faire la paix en Lombardie.
Le 4 décembre, un accord est signé entre Mathieu et l'archevêque Cassone della Torre : il est convenu de répartir les charges et le pouvoir entre les deux familles.
De décembre 1310 à février 1311, Henri VII, qui, entre-temps, a été couronné roi d'Italie le 6 janvier, tente de trouver des terrains d'entente entre les guelfes Torriani et les gibelins Viscontiani. Mais le 13 février, des soldats allemands d'Henri VII trouvent des membres de la  famille della Torre les armes à la main. Des combats s'ensuivent entre les troupes du roi et les Torriani et ces derniers sont chassés de la cité. Henri VII recommence à tisser sa trame d'alliances milanaises. Il renonce à l'appui des Visconti ou des Torriani et préfère recruter dans les quartiers un certain nombre de citoyens qui se retrouvent réunis dans la société des Fidèles et jurent fidélité au roi.
Le 13 juillet 1311, l'Empereur vend à Mathieu la charge de vicaire impérial pour Milan. Mathieu, à nouveau maître de Milan, n'est pas pour autant libéré des Torriani. Une ligue gibeline est organisée incluant les villes fidèles à l'Empereur, Milan, Côme, Novare, Verceil, Bergame, Brescia, Lodi, Crémone, Plaisance.
Les troupes guelfes de Passerino della Torre sont défaites, en mars 1312 à Soncino. Puis, le 29 juin 1312, Henri VII est couronné empereur par le pape Clément V. Ce n'est que pour une très courte période car il meurt le 24 août 1313 à Buonconvento en Toscane et Robert d'Anjou, roi de Naples, est proclamé duc de Milan par la ligue guelfe ; il est nommé vicaire pontifical de Lombardie en mars suivant par le pape français qui meurt en avril.
Les escarmouches se poursuivent, les Torriani continuent leur harcèlement des troupes milanaises, prennent d'assaut des villes, les incitant à se soulever. Les fidèles gibelins et les fils de Mathieu sont par monts et par vaux pour rétablir la paix ou soumettre les villes rebelles. Ce sont, en 1313, les batailles de Gaggiano et de Rho, près de Pavie où les Torriani sont défaits. En 1314, a lieu l'attaque et le pillage de l'abbaye de Morimondo puis l'attaque et le siège avorté de Plaisance par les Torriani et la prise de Tortona par les Viscontiani de Marco Visconti, deuxième fils de Mathieu, qui en chasse les Angevins. En 1315, Marco Visconti vainc le sénéchal angevin sur la rivière Scrivia, à proximité de Voghera, Uguccione della Faggiuola, aidé de Marco et Lucien Visconti, bat les guelfes toscans et le roi Robert d'Anjou à Montecatini Terme. Étienne Visconti entre par surprise dans Pavie puis se retire et enfin, Marco Visconti occupe Alexandrie et peu après Verceil. En 1316, à Parme, une révolte populaire chasse le guelfe Giberto de Correggio, vicaire angevin et un nouveau pape, Jean XXII, français également, est élu qui semble décidé à éliminer les gibelins d'Italie du Nord.
L'année 1317 et les suivantes vont être des années de procédures et de chassés-croisés entre Mathieu et la papauté. La « guerre des excommuniés » commence. Le pape charge deux émissaires papaux d'enquêter sur les villes gibelines, à commencer par Milan, Vérone et Mantoue où ils présentent à leurs seigneurs l'interdit pontifical de porter le titre de vicaire impérial. En mars, une bulle du pape confirme cette interdiction à quiconque porte ce titre s'il lui a été attribué par Henri VII, le défunt empereur. En août, Jean Visconti est élu archevêque de Milan par le Capitole milanais mais le pape refuse cette nomination et nomme un ecclésiastique franciscain torriani, Aicardo Antimiani.
En janvier 1318, les évêques d'Asti et de Côme accusent Mathieu d'hérésie et l'excommunient. Le pape confirme, en avril, cette excommunication qu'il étend aux gibelins Cangrande della Scala, seigneur de Vérone et Passerino Bonacossi, seigneur de Mantoue.
Pendant ce temps-là, les quatre grandes familles génoises s'apprêtent à un affrontement, d'une part les Grimaldi et les Fieschi, guelfes, proches du roi Robert d'Anjou et d'autre part les Spinola et les Doria, gibelins, proches des Visconti. En mars 1318, les Doria, aidés par Marco Visconti, après avoir cherché à assiéger Gênes, prennent Albenga et Savone puis, en mai 1318, entament le siège de la cité de Gênes qui dure jusqu'à fin 1320. En 1319, une armée composée de guelfes florentins et bolonais s'empare de Brescia et de Crémone. Lucien Visconti défait le sénéchal angevin Hugues de Baux qui cherche à s'emparer d'Alexandrie et qui y meurt.

### Dernières années
L'année 1320 commence, à Avignon, nouvelle capitale papale depuis Jean XXII, un procès intenté à Mathieu l'accusant de nécromancie dans le but de provoquer la mort du pape, avec la complicité de Dante Alighieri. Mathieu refuse, en septembre, de se rendre à Avignon en invoquant son âge avancé (il a 70 ans) et une mauvaise santé.
Sur le plan militaire, Philippe de Valois, futur Philippe VI est appelé par le pape pour défaire les forces guelfes pro-viscontiennes ; il rencontre les troupes lombardes à Sesia, en août 1320, et, devant leur nombre, hésite près d'un mois puis préfère s'en retourner en France. Dès le lendemain, le 26 août 1320, le seigneur gibelin Cangrande della Scala est défait par l'armée padouane et, le 4 septembre, une seconde fois à Monselice. En décembre, les troupes milanaises viscontiennes mettent le siège devant Verceil.
Le 15 janvier 1321, Bonacossa Borri, l'épouse de Mathieu, décède. Le tribunal d'Avignon rend sa sentence en février et Mathieu est condamné par contumace pour les accusations de nécromancie. En décembre, le pape demande à l'archevêque de Milan d'ouvrir un nouveau procès contre Mathieu et son fils Galéas pour hérésie.
La guerre continue de ravager la Lombardie. Marco Visconti, en avril, défait une troupe guelfe venue secourir Verceil assiégée et la ville se rend aussitôt. Marco est cependant repoussé en juin à proximité d'Asti par les troupes angevines qui s'empareront de Valenza. De son côté, le fils de Mathieu, Galéas Visconti, assiège Crema et Crémone en septembre puis, en novembre, défait les troupes gibelines de Plaisance et de Lodi à Borgo Val di Taro.
Dès le début de l'année 1322, il semble que l'Église soit bien décidée à en finir avec les Visconti. Le cardinal Bertrand du Pouget, l'« ange de la paix » (pacis angelus) du pape, légat investi depuis 1320 de pouvoirs particuliers pour lutter contre les hérétiques en Lombardie, proclame, depuis Asti, la croisade sainte contre les Visconti avec rassemblement des croisés à Valenza. À la suite de quoi, en mars 1322, l'accusation d'hérésie est étendue à tous les fils de Mathieu et 1465 citations à comparaître sont adressées à des proches des Visconti. L'archevêque de Milan, Aicardo Antimiani, condamne Mathieu Visconti comme hérétique : ses biens sont confisqués et ses dignités annulées. Puis, c'est au tour des citoyens milanais d'être inculpés par l'Inquisition et de perdre biens et droits. Et en avril, Henri de Habsbourg, frère de Frédéric le Bel, s'empare de Brescia puis sur les instances et avec les florins de Mathieu et de Cangrande della Scala, s'en retourne en Allemagne en mai.
Fin mai, Galéas laisse le gouvernement de Plaisance à son épouse Béatrice et à son fils Azzon pour prendre en charge le gouvernement de Milan que Mathieu lui confie avant de se retirer à Crescenzago, près de Milan.
Sa retraite ne dure guère car un mois après, le 24 juin 1322, Mathieu meurt à Crescenzago, dans sa 72e année. Galéas est nommé Capitaine du peuple pour une année.

## Descendance
En août 1269, Mathieu avait épousé Bonacosa Borri (NC-1321), fille du capitaine Squarcino Borri. Ils eurent onze enfants :
- Floramonda († 1321) qui épousa, en 1288, Guido Mandelli, comte de Maccagno
- Galéas (1277 † 1328), qui succédera à Mathieu comme seigneur de Milan
- Catherine († 1311) qui épousa, en 1298, Alboino Ier della Scala, seigneur de Vérone
- Zaccarina († avant 1328) qui épousa, en 1301, Ottone Rusconi de Côme
- Marc dit Balatrone († 1329), seigneur de Rosate et de Lucques, podestat d'Alexandrie, qui mourra étranglé
- Étienne (1288 † 1327), seigneur d'Arona qui épousera, en 1318, Valentine Doria, fille de Barnabò de Sassello et d'Eliana Fieschi de Lavagna ; ils seront les parents de Mathieu II (1319-1355), Galéas II (1320-1378) et Barnabé (1323 † 1385) qui succéderont à Jean
- Jean (1290 † 1354) qui sera élu archevêque de Milan en août 1317 et sera co-seigneur de Milan avec son frère Lucien après la mort, en 1339, d'Azzon, le fils de Galéas
- Lucien (1292 † 1349) qui sera co-seigneur de Milan avec son frère Jean
- Agnès, qui épousera Cecchino della Scala de Vérone
- Béatrice, qui épousera Spinetta Malaspina marquis de Verrucola (Fivizzano).

## Source
- Storia di Milano